# Carl Theodor Dreyer
Carl Theodor Dreyer (Copenhaga, 3 de fevereiro de 1889 – Copenhaga, 20 de março de 1968) foi um cineasta dinamarquês. Começou a filmar do final da década de 1910, até os anos 1960. É considerado por muitos críticos como um dos maiores cineastas de todos os tempos e o mais importante do cinema dinamarquês.

## Biografia
A infância de Dreyer pode se afigurar como a grande influencia de seus filmes. O cineasta nasceu como um filho bastardo na Dinamarca (com o nome de Karl Nielsen). Sua mãe biológica era uma empregada sueca, com quem viveu durante os primeiros dois anos de sua vida. Como a mãe não tinha condições para criá-lo, o menino foi entregue para adoção ao casal Dreyer, sendo registrado posteriormente com o nome do pai adotivo: Carl Theodor Dreyer.
Dreyer foi criado com severidade e com os valores luteranos de seus pais adotivos. Sua educação era baseada em interpretações rígidas da fé. Dreyer só soube de suas verdadeiras origens na idade adulta. Em entrevistas, Dreyer sempre falava de sua infância, mas frisava que não influenciava de forma alguma em seus filmes. Porém, é notável a presença de temas sobre a fé em seus filmes — a infância de Dreyer deixou-lhe uma marca profunda.
Na escola foi considerado um aluno brilhante. Após o término dos estudos, afastou-se da família para realizar serviços burocráticos em escritórios. Anos mais tarde, tornou-se jornalista, fundando, em 1910, o jornal Riget. 
A experiência no jornal o levou a ter relações amigáveis com uma empresa de aviação. Os conhecimentos técnicos que Dreyer adquiriu sobre o tema da aviação fizeram com que ele trabalhasse na Nordisk Film como técnico para o uso de balão de ar quente. Foi aí que Dreyer passou a se interessar pelo cinema.
Começou escrevendo títulos e legendas, porém, em 1913 assinou um contrato de exclusividade com a Nordisk Film, passando a escrever roteiros. Em 1914, seu nome já aparecia nos créditos como roteirista, no filme "Abaixo as Armas", baseado em uma novela de Bertha Von Suttner. Nesse período, o cinema dinamarquês passava por uma queda de produção.
Após um ano, Dreyer virou funcionário efetivo da empresa, mostrando grandes habilidades na montagem de filmes. Em 1918 realizou seu primeiro filme como diretor, intitulado "O presidente". Dreyer seguia seu instinto para escolher o elenco, fazendo escolhas conforme o perfil psicológico das personagens. Nesse filme, o cineasta ousou ao dispensar vários ornamentos do cenário e o uso de maquilagens, buscando naturalidade e realidade. 
Seus filmes foram considerados muito sombrios para a época. Desde sua primeira obra, já abordava temas difíceis como a responsabilidade da separação dos pais no amadurecimento dos filhos, a idealização do auto-sacrifício e a opressão da mulher. A Nordisk acabou, portanto, desistindo dos projetos de Dreyer.
O cineasta buscou outras produtoras alemãs, suecas e dinamarquesas para seus próximos cinco filmes. Com a repercussão de "O amo da casa", o cineasta foi contratado por uma produtora francesa para dirigir "A paixão de Joana d'Arc", de 1928. É o filme mais conhecido de Dreyer, e uma das obras mais aclamadas do cinema mudo.
O filme sobre Joana d'Arc mostra a santa francesa apenas em martírio. Como um apaixonado pela expressão humana, filmou grande parte em planos fechados e close-ups. Ainda na França, realizou o filme "O Vampiro", em 1932. 
De volta à Dinamarca, Dreyer se deparou apenas com projetos falidos, indo à Alemanha para produzir outros três filmes, lugar o qual se identificou muito, pois gostava da iluminação presente no expressionismo alemão. A fotografia extremamente contrastada dessa escola cinematográfica era ideal para Dreyer, pois conseguiria elementos climáticos para dissertar sobre o universo interior das pessoas.
Na década de 1930 e 1940, Dreyer realizou um série de curta-metragens. Nesse período, os dinamarqueses gostavam de ir ao cinema como entretenimento, buscando diversão, o que Dreyer não proporcionava. Durante a segunda Guerra Mundial, Dreyer não pôde realizar filmes, tendo que esperar 10 anos para realizar um longa-metragem. "A palavra" (Ordet), de 1955, foi mais um filme que consagrou o diretor, sendo considerado por muitos sua obra máxima. Trata-se de um filme sobre fé e milagre, através de uma perspectiva muito peculiar. Dreyer foi influenciado pelas teorias do filósofo dinamarquês Kierkegaard nesse filme.
"Gertrud", de 1964, foi seu último filme. Retrata uma mulher vivendo um casamento sem perspectivas. Foi bastante criticado, mas hoje é considerado uma de suas grandes obras-primas. 
É importante destacar em Dreyer o fato do cineasta tentar absorver o máximo possível do ator, tentando reproduzir o sentimento das personagens, penetrar em profundos pensamentos por meio de expressões. 
Antes de falecer, Dreyer declarou que gostaria de filmar "A paixão de cristo". Hoje, o também cineasta dinamarquês Lars von Trier se diz discípulo de Dreyer. É notável que as abordagens sobre o sacrifício feminino e a tentativa de deixar o cinema mais realista são algumas das influências.
Dreyer morreu de pneumonia em Copenhague, em 20 de março de 1968, aos 79 anos de idade. 

## Filmografia
- Abaixo as Armas (1913) - roteiro
- Præsidenten (1919)
- Leaves from Satans's Book (1919)
- Prästänkan (1920)
- Die Gezeichneten (1922)
- Mikael (1924)
- Du skal ære din hustru (1925)
- Glomsdalsbruden (1925)
- A Paixão de Joana d'Arc (1929)
- Vampyr (1932)
- Vredens Dag (1943)
- Ordet (1955)
- Gertrud (1964)